# Банка
Банка — сосуд, как правило, цилиндрической формы с широким отверстием вверху, в отличие от бутылки, с  достаточно короткой и широкой горловиной либо вообще без горловины, с крышкой, предназначенное для хранения различных продуктов.
В настоящее время банки изготавливаются в основном из стекла, пластика, металла. Среди металлических банок различают жестяные (стальные) и алюминиевые.
Банки предназначены для хранения жидких, полужидких, сыпучих или твёрдых веществ, прежде всего пищевых продуктов, лекарств, а также различных технических веществ.
Среди банок, предназначенных для пищевых продуктов, различают такие виды, как консервные, пивные, банки для варенья и других заготовок. Банки используются в качестве многоразовой тары или одноразовой упаковки.
- Стандартные советские стеклянные банки объёмом 250 мл, 1 л, 2 л, 3 л под одноразовые жестяные и многоразовые полиэтиленовые или стеклянные крышки
- Стеклянная банка под винтовую жестяную крышку
- Домашние заготовки в стеклянных банках с винтовыми жестяными крышками
- Стеклянная банка для заготовок с откидной стеклянной крышкой
- Банки с арахисовым маслом
- Банка из биоразлагаемого пластика полилактида
- Стеклянные банки с водорастворимой акриловой краской
- Розлив краски в жестяные банки
- Классическая жестяная банка для лакокрасочных изделий,
(объёмом до 1 л)
- Классическая жестяная консервная банка для пищевых продуктов
- Жестяная консервная банка с ключом, наматывающим на себя крышку банки
- Жестяная консервная банка с ключом ослабленного сечения

## История стеклянной банки
Как упаковка стеклянная тара известна с глубокой древности. Стеклянные флаконы и бутылочки использовались в Египте и Сирии ещё в 4 тысячелетии до новой эры. Изобретение прессованного стекла в 1824 году инициировало начало изготовления стеклянной тары в промышленных масштабах. Сначала было налажено производство стеклянных бутылок, затем появились стеклянные банки.
Идея использовать стеклянные банки для консервирования (как и сам способ консервирования продуктов) принадлежит французскому повару и кондитеру Апперу. Его изобретение 1804 года было представлено в 1809 году в Обществе поощрения искусств в Париже. Заключение специальной комиссии, созданной для изучения результатов изобретения, было положительным. И за своё изобретение Аппер получил награду от Наполеона.
В России первые стекольные заводы появились в XVII веке, но по-настоящему расцвет русского стеклоделия начинается в XVIII веке. В начале XVIII века в Карачевском, Севском и Трубчевском уездах уже действовали 9 небольших заводов, которые выпускали «скло простое пузырями» и «белое и простое скло». Широкое производство стеклотары было налажено к XIX веку.
После революции к концу 30-х годов советской власти удалось перевести стекольное производство на новые методы хозяйствования, наладив выпуск тарного стекла и продажу банок в больших количествах. Качество (включая прозрачность стекла) и размеры банок регламентировались специальными стандартами. Ассортимент был представлен объёмами: 0,2 литра (так называемая «майонезная баночка»); 0,5 л; 0,7 л; 1 л; 1,5 л; 2 л; 3 л; 10 л.